# 卫星水库
卫星水库是中国黑龙江省绥化市望奎县境内的一座水库，引通肯河水，建于1958年。水库正常库容为3100万立方米，集雨面积为148平方千米，海拔为148.2米。